# Pierdonato Cesi (1583-1656)
Pierdonato Cesi, Jr (Roma, 1583 - Roma, 30 de janeiro de 1656) foi um cardeal do século XVII

## Biografia
Nasceu em Roma em Ca. 1583, Roma. Filho de Federico Cesi, signore de Oliveto, e Pulcheria Orsini. Dos duques de Acquasparta. Outros cardeais da família foram Paolo Emilio Cesi (1517); Federico Cesi (1544); Pierdonato Cesi , sênior (1570); e Bartolomeo Cesi (1596). Seu nome também está listado como Pier Donato.
Educado pelos Padres do Oratório nella pietà, e nelle lettere . Obteve o doutorado em direito..
Concedeu três abadias ricas. Referendário dos Tribunais da Assinatura Apostólica da Justiça e da Graça. Protonotário apostólico de numero participantes , 8 de abril de 1615. Clérigo da Câmara Apostólica antes de 8 de maio de 1625. Governador de Civitavecchia, 2 de janeiro de 1627 a 1630. Tesoureiro geral de Sua Santidade, 1634..
Criado cardeal sacerdote no consistório de 16 de dezembro de 1641; recebeu o chapéu vermelho e o título de S. Marcello, 10 de fevereiro de 1642. Legado a latere em Perugia, 1643. Concedeu dispensa do papa para aceitar a nomeação de cônego da catedral capitular de Toledo, feita pelo rei da Espanha. Participou do conclave de 1644, que elegeu o Papa Inocêncio X. Camerlengo do Sagrado Colégio dos Cardeais, de 9 de janeiro de 1651 até 8 de janeiro de 1652. Participou do conclave de 1655, que elegeu o Papa Alexandre VII..
Morreu em Roma em 30 de janeiro de 1656, em seu palácio romano perto da igreja de S. Marcello. Enterrado na igreja de S. Prassede, Roma..